# درز صدفي
الدرز الصدفي (بالإنجليزية: Squamosal suture)‏ هو درز جمجمي يتقوس بشكل خلفي من منطقة الجنيحي ويربط الجزء الصدفي للعظم الصدغي(بالإنجليزية: squamous part of temporal bone )‏(Temporal squama) أي انه يقع  بين الصدغي والدرز الجداري إلى الوراء من الشرايين ويربط القسم الخشائي من العظم الصدغي للعظم الصدغي: هذا الدرز متواصل مع الدرزالدرز الجداري الخشائي شبه الأفقي.

## معرض صور

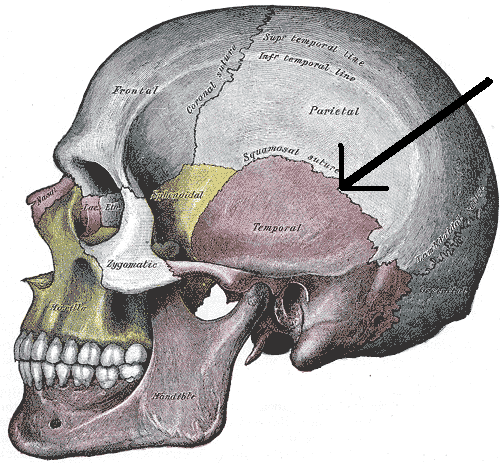